# 과학 기술

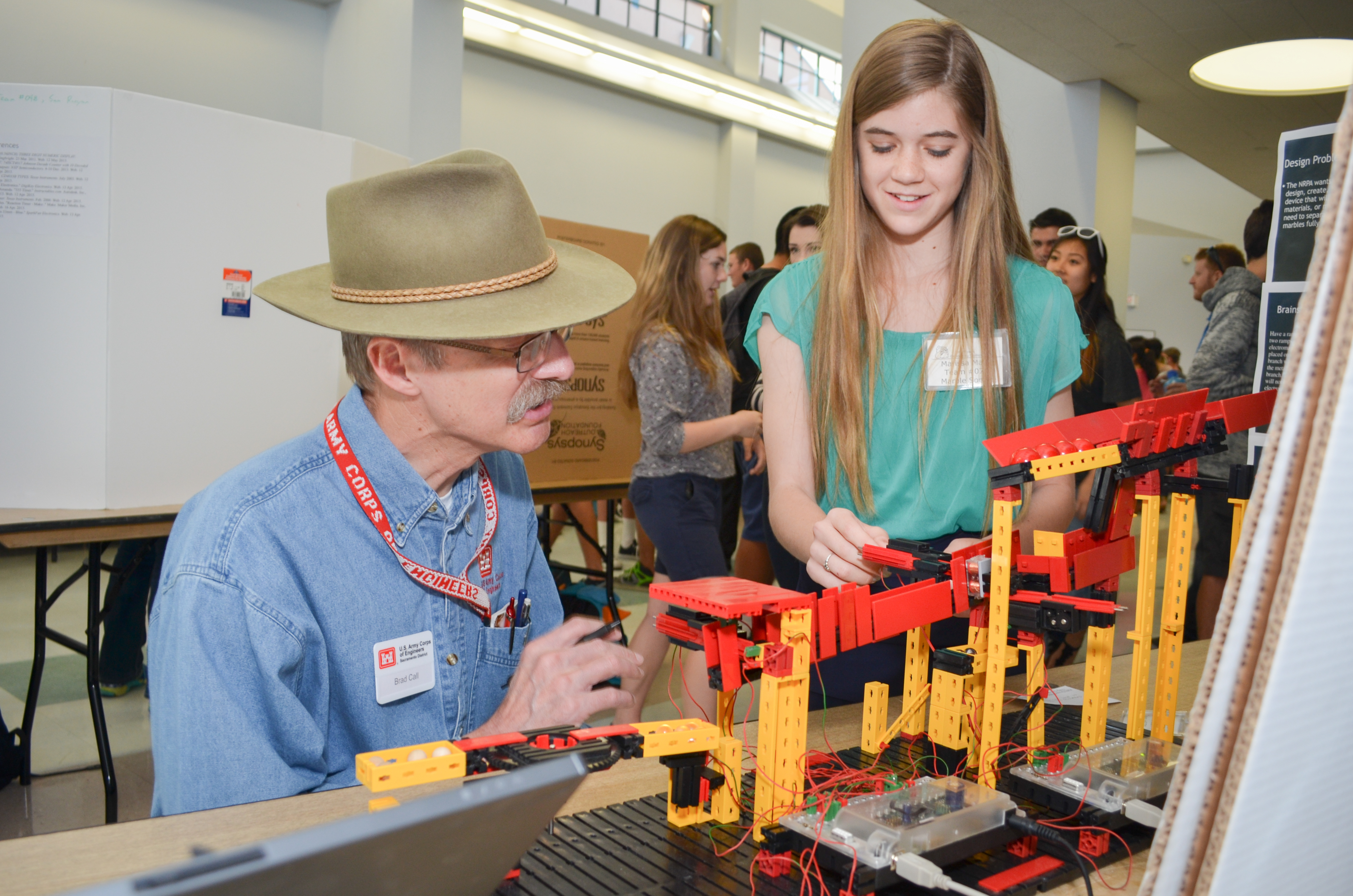

기술(영어:  technology)은 사전적으로 "자연 과학, 응용 과학, 기술 따위를 실제로 적용하여 인간 생활에 유용하도록 가공하는 수단을 통틀어 이르는 말"이다. '과학'과 '기술'의 합성어인 '과학 기술'에서 '기술'은 인간의 필요나 목적에 따라 재료를 가공하거나
사물을 만드는 것을 뜻한다. 그러나, 영어로써 'Science and Technology' 와 같이 과학 기술이란 단순히 과학과 기술이란 두 가지 단어를 포함하는 말로 이해하는 것이 옳다. 그러므로, 'technology'를 과학 기술로 번역하는 것도 옳지 않은 것을 알 수 있다.
국내 논문뿐만 아니라 일상적으로 과학기술로 번역하는 경우가 있는데 이는 국내의 기술(technique)경시 풍조에 의한 것으로 이해할 수 있다. 요약하자면 과학 기술이란 단어의 원어에서 오는 의미는 '과학과 기술'을 뜻하므로 '과학기술'이라는 표현보다는 '과학과 기술' 또는 '과학·기술', '과학-기술'이라고 표현하는 것이 명확한 의미를 전달할 수 있다. 과학기술에는 과학현상을 이용하여 무언가를 만드는것도 포함된다.

## 현대 과학 기술의 미래
기술진보는 연구개발(research and development：R & D)에 의하여 이루어지지만, 연구개발에는 막대한 비용과 시간이 소요되기 때문에 후진국가의 경우에는 우선 기술도입을 하여 선진기술을 모방하고 연후에 점차적으로 연구개발을 하여 새로운 과학 기술을 창조하는 것이 일반적인 과정이다. 과학 기술의 진보와 활용을 도모하기 위한 기술도입과 연구개발을 수행하기 위해서는 과학 기술계 인력자원이 양성되어야 하고, 이를 뒷받침하기 위한 자본축적이 뒤따라야 한다. 현대사회에서 이루어지는 선진화는 과학 기술진보 → 기술혁신 → 산업구조의 고도화 → 경제성장 → 사회개혁(사회변동)이란 경로를 걸어가고 있다. 이러한 변화를 일으키고 적응해 가기 위해 인간은 끊임없는 교육을 통해 자기 능력을 신장시켜야 한다. 이렇게 볼 때 과학 기술과 경제·사회, 그리고 교육 사이에는 밀접하고 복잡한 상관관계가 있음을 알 수 있다. 그리고 과학과 기술사이에는, 기초과학(basic science)의 발전이 신기술을 낳고 기술진보가 기초과학의 발전을 촉진한다는 상관관계가 있다.
경제와 사회 사이에도 경제성장으로 소득수준이 높아졌기 때문에 생활수준이 향상되고 이것이 새로운 욕망의 다양화·고도화를 일으켜 이러한 중요변화가 경제의 변화, 즉 산업구조의 고도화를 일으킨다. 한편, 과학 기술·경제·사회 및 교육은 각기 높은 재능을 가진 인재를 요구한다. 즉 지적 기술을 마련하는 과학자, 대형기술개발 프로젝트 리더로서 역할을 하는 기술자, 대기업을 경영하는 경영자, 경제개발계획을 입안하는 경제행정가, 고급인력을 양성하는 대학교수 등은 현대산업사회를 꾸려나가는 고급인력들이다. 과학 기술의 진보가 생산성을 향상시키고 대량생산(mass production)을 가능케 하는 생산기술면의 급속한 발전을 가져온 결과로 경제성장과 산업발전이 일어나 공업화사회가 형성되고, 이 과정을 통해 국민생활이 향상되었음은 두말할 필요도 없다. 물론 과학 기술이 경제·사회에 널리 침투해 가는 과정에서 환경파괴, 정신세계와의 단절, 인간소외 등 여러 가지 문제를 일으킬 수도 있다. 따라서 과학 기술의 평화적 이용, 과학 기술을 경제·사회에 적용하는 과정에서 인간의 소외감이나 긴장감을 완화하고 과학 기술에 지배되지 않으면서 그것을 지배할 수 있는 인간주체성의 확립, 환경보존·생명과학 등과 부작용을 일으키지 않는 과학 기술의 연구개발, 그리고 선진국과의 기술격차를 해소해 가면서 복지세계 건설에 공헌할 수 있도록 하는 과학 기술의 개발 등이 과학 기술의 현대적 과제라고 할 수 있다.

## 과학 기술 교육
일반적으로 선진국과 비교해서 과학 기술수준이 떨어지는 후진국의 경우에는 공업화과정에서 소요되는 과학 기술을 자력으로 개발하기보다는 외국에서 도입하는 편이 손쉽고 유리하다. 그래서 선진국의 생산설비기술 등의 기술을 도입한다.이때, 기술도입에만 지나치게 의존하게 되면 민간기업의 기술 개발노력이 약해지고 막대한 특허료, 즉 로열티 지불로 인해 국제수지에 악영향을 끼치게 될 뿐만 아니라, 기술의 대외의존도가 높아져 기모치하다 기술적 종속의 가능성이 커지게 된다. 기술도입을 통해 이를 충분히 소화하고 재구성할 수 있는 능력이 생길 단계에서는 도입된 기술의 주체화가 이루어진다. 도입된 기술을 소화하고 재구성하면서 이를 발전시킬 수 있게 되면, 이때는 모방에서 창조로 옮겨가게 되는데 이 시점부터 과학 기술의 독자적 개발이 가능하게 된다. 이와 같이 독자적인 과학 기술개발을 위해서는 이에 필요한 인력을 개발하는 것이 필수적이다. 인력의 양적 확보와 질적 향상 그리고 다양화, 새로운 산업기술에 대한 적응인력의 형성, 유능한 경영자와 해외진출개척자의 배양, 과학 기술을 주축으로 하는 공업화과정에서 발생하는 부작용을 제거할 과학 기술자의 양성,  프로젝트 관리자, 기술경제학자 등의 전문가 양성이 인력개발의 요체라고 할 수 있다.
인력개발은 교육투자로서의 높아진 지식수준·기능수준이 인간의 창조력·판단력·행동력의 질을 향상시켜 노동생산성을 높이는 효과를 가지고 있다. 이러한 능률중시가 인간을 수단화하여 인간소외를 일으킬 수 있기 때문에, 인력양성에서는 수행능력만이 아니라 소화능력·비판능력·재구성능력·의사결정능력을 포함한 전환능력을 길러주면서 전반적인 능력향상을 위한 전인교육으로 지적 수준을 높여야 할 것이다.

## 같이 보기
- 과학-기술-사회(en:Science, technology and society, STS)
- 과학 기술의 역사(en:History of science and technology, HST)
- 분류:나라별 과학과 기술

## 참고 자료
- 이 문서에는 다음커뮤니케이션(현 카카오)에서 GFDL 또는 CC-SA 라이선스로 배포한 글로벌 세계대백과사전의 "고려시대의 과학 기술, 조선전기의 과학 기술, 조선후기의 과학 기술, 과학 기술과 산업" 항목을 기초로 작성된 글이 포함되어 있습니다.